# Peter Reckell
 (juin 2009).
Si vous disposez d'ouvrages ou d'articles de référence ou si vous connaissez des sites web de qualité traitant du thème abordé ici, merci de compléter l'article en donnant les références utiles à sa vérifiabilité et en les liant à la section « Notes et références ».
Peter Luke Reckell, né le 5 mai 1955 à Elkhart (Indiana), est un acteur américain, connu notamment pour son rôle de Bo Brady dans le feuilleton Des jours et des vies depuis 1983.

## Biographie
Peter Reckell a grandi dans une ferme du Michigan. Il est le cadet de six enfants, il a deux frères et trois sœurs. 
Pendant ses années de collège, il a monté des pièces de théâtre et a joué dans le chœur et il est finalement devenu directeur technique d'un théâtre. Il a continué à apparaître dans de nombreuses pièces partout dans le collège. Après la remise des diplômes, Peter Reckell est entré au prestigieux Conservatoire de Boston, où il a reçu un "Bachelor" des beaux-arts en théâtre et un accessit en musique et danse.
Peter Reckell a une fille, Loden Sloan Reckell, née en novembre 2007. Il pratique le yoga, les arts martiaux, la natation, l'équitation et le vélo de montagne.

## Filmographie

### Télévision
- 1982 : Drôle de vie : Alan Cooke (saison 3, épisode 17)
- 1980-1982 : As the World Turns : Eric Hollister (9 épisodes)
- 1988-1989 : Côte Ouest : Johnny Rourke (personnage récurrent saisons 9 et 10)
- 1991 : L'amour avant tout : Danny (téléfilm)
- 1992 : One Stormy Night : Bo Brady (téléfilm)
- 1993 : Alerte à Malibu : Jordan Stewart (saison 4, épisode 7)
- 2009 : 30 Rock de Tina Fey : Bo Brady
- 1983-1987, 1990-1992, 1995-2012, 2015-2016, depuis 2022: Des jours et des vies : Bo Brady (3518 épisodes)